# Leontopodium smithianum
Leontopodium smithianum là một loài thực vật có hoa trong họ Cúc. Loài này được Hand.-Mazz. mô tả khoa học đầu tiên năm 1924.